# Второй тяжёлый артиллерийский дивизион
Второй тяжёлый артиллерийский дивизион — армейское полевое артиллерийское формирование (дивизион) тяжёлой артиллерии Вооружённых Сил Российской Империи.
В литературе встречаются наименования воинской части — Второй тяжелый артиллерийский дивизион, 2-й тяжёлый артиллерийский дивизион, 2 тадн. Армейский дивизион полевой тяжёлой артиллерии предназначался для усиления артиллерийской поддержки войск на направлении главного удара.

## История
Тяжёлая артиллерия — в противоположность лёгкой имеющая более тяжёлое вооружение и снаряжение, на начало XX столетия это деление сохранилось только в кавалерии, но развитие военного дела вернуло её на места сражений и битв. В ВС России применялось словосочетание Позиционная артиллерия, к 1911 году это название повсюду было  заменено понятием тяжёлой артиллерии, которая подразделялась на полевую тяжёлую и тяжёлую (осадную) артиллерию.
Полевая тяжёлая артиллерия находилась в этот период в стадии сформирования и совершенствования как в гвардии так и в армии России, хотя необходимость в ней остро ощущалась ещё в Русско-японской войне, 1904 — 1905 годов. Так в 1910 году были сформированы, в августе, 1-й тяжёлый артиллерийский дивизион, 2-й тяжёлый артиллерийский дивизион, Первый Сибирский тяжёлый артиллерийский дивизион и другие формирования этого типа рода оружия. 2 тадн, как средство усиления, вошёл в состав 19-го армейского корпуса.
Высочайше установлено, 20 мая 1911 года, обмундирование полевой пешей артиллерии с шифровками на погонах и эполетах — из специального знака артиллерии и под ним шифровка — 2.Тж..
К 1914 году в полевых войсках России было 8 дивизионов (всего 24 батареи) полевой тяжёлой артиллерии, уступая по количеству формирований возможному вероятному противнику.
В сентября 1914 года на базе 2-го тяжёлого артиллерийского дивизиона была развернута по мобилизации, в составе трех дивизионов, и сформирована 2-я тяжёлая артиллерийская бригада (2-я полевая тяжёлая артиллерийская бригада), которая вошла в состав 2-й армии Северо-Западного фронта.

## Состав
- Первая батарея (1-я батарея), происходит от сформированной 5 октября 1904 года 4-й роты Кавказского осадного артиллерийского полка;
- Вторая батарея (2-я батарея), переименована из сформированной 1 ноября 1904 года 4-й роты 3-го осадного артиллерийского полка;
- Третья батарея (3-я батарея), сформирована одновременно с дивизионом, в 1910 году. Старшинство батарей на 1911 год не было установлено.

## Командир
- М. Т. Собичевский, полковник (04.08.1910 — 03.01.1914);
- Е. Л. Слухоцкий, полковник (03.04.1915 — 19.11.1916)